# 比尔·琼斯
克拉伦斯·威廉·琼斯（英語：Clarence William Jones，1966年3月18日—），美国NBA联盟前职业篮球运动员。